# Wereldkampioenschap voetbal 1958 (kwalificatie CAF & AFC)

Israël – Wales (intercontinentale play-off).

Negen landen uit Afrika en Azië (AFC) doen aan de kwalificatie van het Wereldkampioenschap voetbal 1958. Ethiopië en Zuid-Korea hadden zich ook ingeschreven, maar de FIFA weigerde deze landen toe te laten tot het kwalificatietoernooi. Omdat veel landen zich gedurende de kwalificatie terugtrokken werden er vijf wedstrijden gespeeld. Omdat Israël zich zou kwalificeren zonder een wedstrijd te spelen (dit mocht niet volgens de regels) werd er een intercontinentale play-off gespeeld tegen Wales. Dit kwalificatietoernooi duurde van tot 5 februari 1958
Geen enkel Aziatisch of Afrikaans land zou zich uiteindelijk kwalificeren.

## Groepen en wedstrijden
Legenda

### Voorronde
| Pos | Land      | Wed                    | Win                    | Gel                    | Ver                    | DV                     | DT                     | +/−                    | Pnt                    |
| --- | --------- | ---------------------- | ---------------------- | ---------------------- | ---------------------- | ---------------------- | ---------------------- | ---------------------- | ---------------------- |
| 1=  | Indonesië | naar de volgende ronde | naar de volgende ronde | naar de volgende ronde | naar de volgende ronde | naar de volgende ronde | naar de volgende ronde | naar de volgende ronde | naar de volgende ronde |
| 1=  | China     | naar de volgende ronde | naar de volgende ronde | naar de volgende ronde | naar de volgende ronde | naar de volgende ronde | naar de volgende ronde | naar de volgende ronde | naar de volgende ronde |
| —   | Taiwan    | teruggetrokken         | teruggetrokken         | teruggetrokken         | teruggetrokken         | teruggetrokken         | teruggetrokken         | teruggetrokken         | teruggetrokken         |

### Groep 1
| Pos | Land      | Wed | Win | Gel | Ver | DV | DT | +/− | Pnt |
| --- | --------- | --- | --- | --- | --- | -- | -- | --- | --- |
| 1=  | Indonesië | 2   | 1   | 0   | 1   | 5  | 4  | +1  | 2   |
| 1=  | China     | 2   | 1   | 0   | 1   | 4  | 5  | –1  | 2   |

|             |                 |       |       |                                                                      |
| 12 mei 1957 | Indonesië       | 2 – 0 | China | Ikadastadion Locatie: Jakarta, Indonesië Scheidsrechter: Jonni (ITA) |
| 12 mei 1957 | Ramang 47', 80' |       |       | Ikadastadion Locatie: Jakarta, Indonesië Scheidsrechter: Jonni (ITA) |

|             |                                                            |       |                             |                                                                                   |
| 2 juni 1957 | China                                                      | 4 – 3 | Indonesië                   | Xiannongtanstadion Locatie: Peking, China Scheidsrechter: Chakravarti small>(IND) |
| 2 juni 1957 | Zhang Honggen 1' Nian Weisi 9' Sun Fucheng 47' Wang Lu 75' |       | 25', 55' Ramang 70' Witarsa | Xiannongtanstadion Locatie: Peking, China Scheidsrechter: Chakravarti small>(IND) |

Omdat het gelijk stond in de poule werd er een extra play-off gespeeld om te bepalen welk land naar de volgende ronde ging. Nadat deze wedstrijd ook gelijk eindigde werd besloten Indonesië door te laten gaan vanwege het betere doelsaldo.
|              |           |              |       |                                                                             |
| 23 juni 1957 | Indonesië | 0 – 0 (n.v.) | China | Aung Sanstadion Locatie: Rangoon, Birma Scheidsrechter: U Ba Thaung (Birma) |
| 23 juni 1957 |           |              |       | Aung Sanstadion Locatie: Rangoon, Birma Scheidsrechter: U Ba Thaung (Birma) |

### Groep 2
| Pos | Land    | Wed                    | Win                    | Gel                    | Ver                    | DV                     | DT                     | +/−                    | Pnt                    |
| --- | ------- | ---------------------- | ---------------------- | ---------------------- | ---------------------- | ---------------------- | ---------------------- | ---------------------- | ---------------------- |
| 1   | Israël  | naar de volgende ronde | naar de volgende ronde | naar de volgende ronde | naar de volgende ronde | naar de volgende ronde | naar de volgende ronde | naar de volgende ronde | naar de volgende ronde |
| —   | Turkije | teruggetrokken         | teruggetrokken         | teruggetrokken         | teruggetrokken         | teruggetrokken         | teruggetrokken         | teruggetrokken         | teruggetrokken         |

Turkije wilde niet deelnemen aan het Aziatische kwalificatietoernooi en trok zich terug.

### Groep 3
| Pos | Land   | Wed                    | Win                    | Gel                    | Ver                    | DV                     | DT                     | +/−                    | Pnt                    |
| --- | ------ | ---------------------- | ---------------------- | ---------------------- | ---------------------- | ---------------------- | ---------------------- | ---------------------- | ---------------------- |
| 1   | Egypte | naar de volgende ronde | naar de volgende ronde | naar de volgende ronde | naar de volgende ronde | naar de volgende ronde | naar de volgende ronde | naar de volgende ronde | naar de volgende ronde |
| —   | Cyprus | teruggetrokken         | teruggetrokken         | teruggetrokken         | teruggetrokken         | teruggetrokken         | teruggetrokken         | teruggetrokken         | teruggetrokken         |

### Groep 4
| Pos | Land   | Wed | Win | Gel | Ver | DV | DT | +/− | Pnt |
| --- | ------ | --- | --- | --- | --- | -- | -- | --- | --- |
| 1   | Soedan | 2   | 1   | 1   | 0   | 2  | 1  | +1  | 3   |
| 2   | Syrië  | 2   | 0   | 1   | 1   | 1  | 2  | –1  | 1   |

|              |                   |       |       |                                                                                |
| 8 maart 1957 | Soedan            | 1 – 0 | Syrië | Khartoumstadion Locatie: Khartoem, Soedan Scheidsrechter: Riccardo Pieri (ITA) |
| 8 maart 1957 | Manzul 78' (pen.) |       |       | Khartoumstadion Locatie: Khartoem, Soedan Scheidsrechter: Riccardo Pieri (ITA) |

|             |              |       |           |                                                                                         |
| 24 mei 1957 | Syrië        | 1 – 1 | Soedan    | Abbasiyyinstadion Locatie: Damascus, Syrië Scheidsrechter: Konstantinos Ioannidis (GRE) |
| 24 mei 1957 | Al-Zarqa 70' |       | 38' Fares | Abbasiyyinstadion Locatie: Damascus, Syrië Scheidsrechter: Konstantinos Ioannidis (GRE) |

### Tweede ronde (CAF / AFC)
| Pos | Land      | Wed                    | Win                    | Gel                    | Ver                    | DV                     | DT                     | +/−                    | Pnt                    |
| --- | --------- | ---------------------- | ---------------------- | ---------------------- | ---------------------- | ---------------------- | ---------------------- | ---------------------- | ---------------------- |
| 1=  | Israël    | naar de volgende ronde | naar de volgende ronde | naar de volgende ronde | naar de volgende ronde | naar de volgende ronde | naar de volgende ronde | naar de volgende ronde | naar de volgende ronde |
| 1=  | Soedan    | naar de volgende ronde | naar de volgende ronde | naar de volgende ronde | naar de volgende ronde | naar de volgende ronde | naar de volgende ronde | naar de volgende ronde | naar de volgende ronde |
| —   | Egypte    | teruggetrokken         | teruggetrokken         | teruggetrokken         | teruggetrokken         | teruggetrokken         | teruggetrokken         | teruggetrokken         | teruggetrokken         |
| —   | Indonesië | teruggetrokken         | teruggetrokken         | teruggetrokken         | teruggetrokken         | teruggetrokken         | teruggetrokken         | teruggetrokken         | teruggetrokken         |

Indonesië trok zich terug nadat de FIFA hun verzoek weigerde om tegen Israel op neutraal terrein te mogen spelen. Ook Egypte trok zich terug, waardoor er 2 landen over bleven voor de volgende ronde.

### Finale (CAF / AFC)
| Pos | Land   | Wed                        | Win                        | Gel                        | Ver                        | DV                         | DT                         | +/−                        | Pnt                        |
| --- | ------ | -------------------------- | -------------------------- | -------------------------- | -------------------------- | -------------------------- | -------------------------- | -------------------------- | -------------------------- |
| 1   | Israël | intercontinentale play-off | intercontinentale play-off | intercontinentale play-off | intercontinentale play-off | intercontinentale play-off | intercontinentale play-off | intercontinentale play-off | intercontinentale play-off |
| —   | Soedan | teruggetrokken             | teruggetrokken             | teruggetrokken             | teruggetrokken             | teruggetrokken             | teruggetrokken             | teruggetrokken             | teruggetrokken             |

Soedan weigerde tegen Israel te spelen vanwege de Arabische boycot van Israël. Omdat de FIFA had bepaald landen zich niet mochten kwalificeren zonder een wedstrijd te spelen (met uitzondering van het gastland en de titelverdediger) werd er een extra intercontinentale play-off gespeeld. Israel zou het hierin opnemen tegen Wales van de UEFA.

## Intercontinentale play-off

### UEFA – AFC
|                 |        |                            |       |                                                                                              |
| 15 januari 1958 | Israël | 0 – 2                      | Wales | Ramat Ganstadion Ramat Gan, Israël Toeschouwers: 55.000 Scheidsrechter: Maurice Guigue (FRA) |
| 15 januari 1958 |        | 38' I. Allchurch 63' Bowen |       | Ramat Ganstadion Ramat Gan, Israël Toeschouwers: 55.000 Scheidsrechter: Maurice Guigue (FRA) |

|                 |                                  |                  |        |                                                                                      |
| 5 februari 1958 | Wales I. Allchurch 76' Jones 80' | 2 – 0 (4–0 agg.) | Israël | Ninian Park Cardiff, Wales Toeschouwers: 38.000 Scheidsrechter: Klaas Schipper (NED) |
| 5 februari 1958 |                                  |                  |        | Ninian Park Cardiff, Wales Toeschouwers: 38.000 Scheidsrechter: Klaas Schipper (NED) |

Wales wint met 4–0 over twee wedstrijden en kwalificeert zich voor het hoofdtoernooi.